# Proacidalia rubidior
Proacidalia rubidior är en fjärilsart som beskrevs av Ruggero Verity 1935. Proacidalia rubidior ingår i släktet Proacidalia och familjen praktfjärilar. Inga underarter finns listade i Catalogue of Life.